# Barrio Seré
Barrio Seré es un barrio de la ciudad de Castelar, partido de Morón, provincia de Buenos Aires, Argentina.

## Historia

### Pioneros

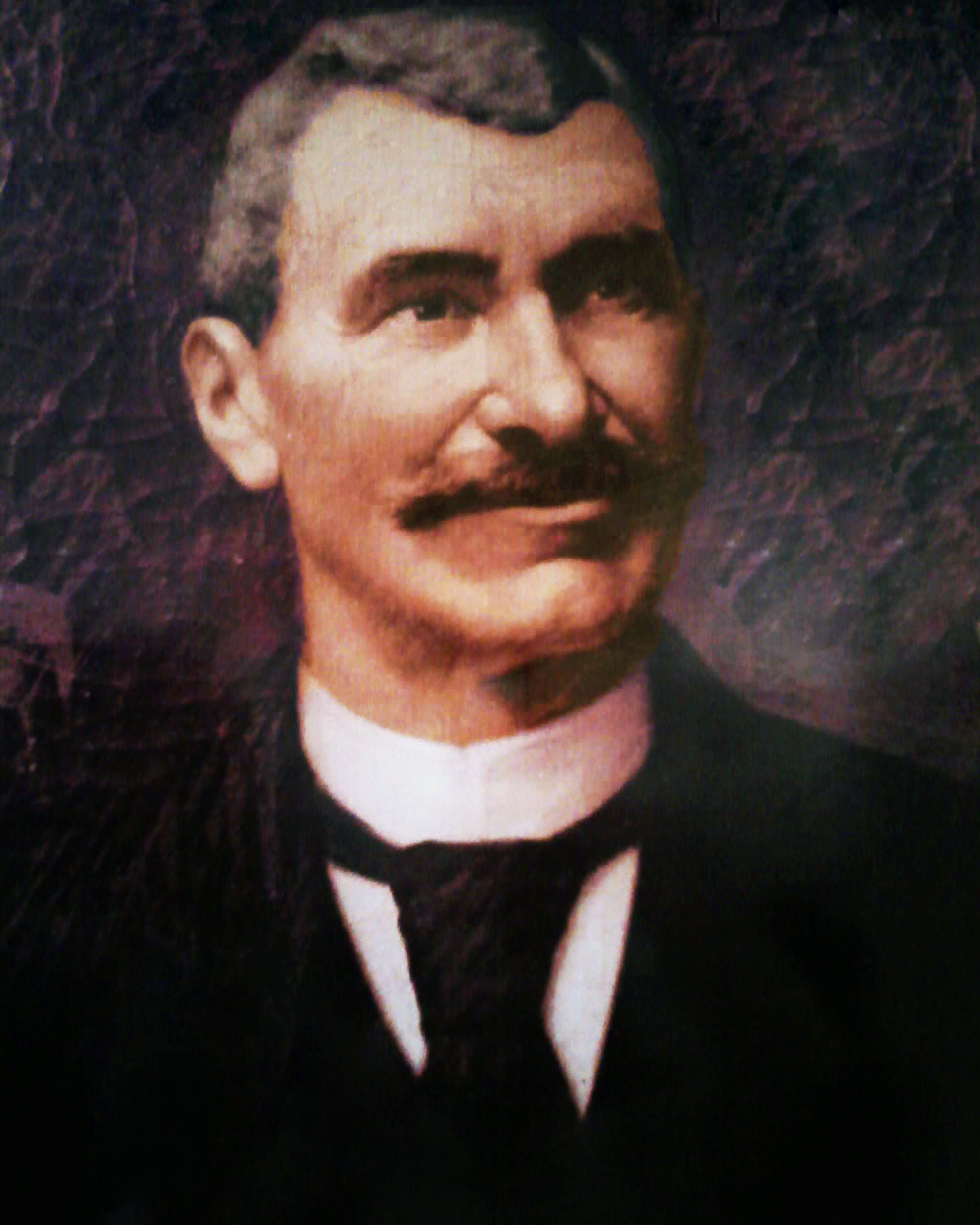
Jean Sère.

En 1868, el inmigrante francés Jean Sère (1831-1893), residente en la ciudad de Buenos Aires y propietario de 15.000 hectáreas en el partido de Lincoln, provincia de Buenos Aires, adquiere una quinta de 56 hectáreas en las afueras del pueblo de Morón, en los límites con Santa Rosa (actual ciudad de Ituzaingó). Se desconocen las razones de esta transacción, pero se cree que fue debido a la epidemia de fiebre amarilla, por ser esta zona alta y saludable. Aquí cría caballos de polo y se desarrollan actividades de cultivo. Esta propiedad se conoce como Quinta Seré.
Juan Seré redacta su testamento el 8 de abril de 1893, dejando el lote número 2, sobre las calles Blas Parera y Santa María de Oro, a su hija Leocadia. Ésta encarga a su hermano, el arquitecto Juan Bernardo Seré, la construcción de la Mansión Seré, un palacio de estilo francés, de desproporcionada magnitud en relación con el paisaje rural bonaerense.

### Fundación
En 1928 se hicieron subdivisiones. Las parcelas fueron loteadas a partir de 1940 dando origen al barrio Seré. Sus primeros pobladores fueron mayoritariamente inmigrantes italianos.
La familia Seré conservó la Mansión hasta 1949, cuando la propiedad fue adquirida por el Municipio de la ciudad de Buenos Aires.
La primera capilla y la primera escuela, Nuestra Señora de Fátima, fueron fundadas por el sacerdote palotino Patrick O’Brien, a principios de la década del ’60. 

### Terrorismo de Estado
Después del golpe de Estado de 1976, las Fuerzas Armadas utilizan la Mansión Seré, llamada Atila en la jerga de los represores, como campo de concentración y exterminio de personas. El palotino Alfredo Leaden, uno de los sacerdotes de la comunidad, fue asesinado en 1976 en la Masacre de San Patricio.
Durante el mediodía del 19 de noviembre de 1976, un comando represivo tomó por asalto la finca ubicada en la esquina de Estanislao López y Domínguez. Allí vivían con sus cuatro hijos el matrimonio de Oscar Varela y Elsa Radisic. Ambos perdieron la vida en ese hecho y durante un mes, las fuerzas represivas ocuparon la vivienda dejándola desmantelada al retirarse

## Lugares destacados
- Centro Recreativo y Deportivo Gorki Grana: fundado en la década de 1980 el predio de la ex Mansión Seré por el intendente Néstor García Silva. Campo de deportes abierto a la comunidad y sede de los festivales La Minga!, donde se han presentado artistas como Manu Chao, Fito Páez, León Gieco, Vicentico, Divididos, Daniel Viglietti, entre otros.
- Casa de la Memoria y la Vida: museo fundado por el intendente Martín Sabbatella, recordando a los desaparecidos de la última dictadura militar, se han presentado numerosas exposiciones relacionadas con los derechos humanos. A su vez, impulsa las denuncias sobre los desaparecidos en democracia (Jorge Julio López, Luciano Arruga, entre otros)
- Iglesia Nuestra Señora de Fátima: Parroquia desde el año 2000. Allí funcionan también la escuela primaria y secundaria del mismo nombre y el jardín de infantes "San Vicente Pallotti".
- Reserva Natural Urbana, ubicada en la intersección de las calles Prudan y Arena, Castelar sur. Se trata de un espacio de 14,5 hectáreas donde se desarrolló un sector para la preservación de las especies vegetales y la fauna del lugar. Además, se realizan actividades educativas y culturales.
- Sociedad de Fomento Barrio Seré: ubicada en las calles Fátima y Lacarra. Fundadas por los vecinos, ofrece servicios de atención médica y es sede de eventos culturales y deportivos.
- Centro Deportivo y Familiar "Juventud", también conocido como Club Juventud de Castelar: situado en Arturo Capdevila 1750, dedicado principalmente a la actividad deportiva.

## Sismicidad
La región responde a las subfallas «del río Paraná», y «del río de la Plata», y a la falla de «Punta del Este», con sismicidad baja; y su última expresión se produjo el 5 de junio de 1888 (137 años), a las 3.20 UTC-3, con una magnitud aproximadamente de 5,0 en la escala de Richter (terremoto del Río de la Plata de 1888).
La Defensa Civil municipal debe advertir sobre escuchar y obedecer acerca de 
Área de
- Tormentas severas, poco periódicas, con Alerta Meteorológico
- Baja sismicidad, con silencio sísmico de 137 años